# Platers de Guelph
Les Platers de Guelph était une équipe junior de hockey sur glace de l'Association de hockey de l'Ontario de 1975 à 1982 et de la Ligue de hockey de l'Ontario (LHO) de 1982 à 1989. Cette équipe était basée à Guelph en Ontario (Canada).